# Jacques Derouard
Jacques Derouard, né le 10 mars 1950, est un professeur de lettres et essayiste français, connu pour être spécialiste d'Arsène Lupin, gentleman cambrioleur et de son créateur, l'écrivain Maurice Leblanc. 

## Biographie
Jacques Derouard est l'auteur de la première biographie de Maurice Leblanc et régulièrement cité comme un spécialiste d'Arsène Lupin,.
Durant ses recherches sur Maurice Leblanc, il découvre l'existence d'une ultime aventure d'Arsène Lupin non publiée et persuade sa petite-fille, Florence Boespflug-Leblanc, de rechercher le manuscrit disparu. En 2011, elle découvre, par hasard, le texte inédit et le fait publier en 2012 sous le titre Le Dernier Amour d'Arsène Lupin.
Outre ses essais, il aussi l'auteur de préfaces aux aventures d'Arsène Lupin éditées par la Librairie des Champs-Élysées (collection « Les Intégrales du Masque ») et d'un documentaire télévisé consacré à Maurice Leblanc dans la collection « Un siècle d'écrivains ».

## Ouvrages
- Les Églises romanes du Bec de Caux, C.R.D.P., 1979, 102 p.
- Simples notes sur l'histoire du Trait, Groupe archéologique du Val de Seine, 1979, 54 p.
- Maurice Leblanc. Arsène Lupin malgré lui, Séguier, 1989, 610 p.
- L'art roman du pays suzien, Christian Lacour, 1994, 151 p.
- Dictionnaire Arsène Lupin, Encrage, 2001, 286 p.
- Maurice Leblanc. Arsène Lupin malgré lui, Séguier, 2001, 354 p.Deuxième édition revue et corrigée.
- Le monde d'Arsène Lupin, Encrage, 2003, 191 p.
- Maurice Leblanc. 1864-1941, Omnibus, 2004, 61 p.Supplément au tome 1 des Aventures extraordinaires d'Arsène Lupin paru aux éditions Omnibus.
- Dans les pas de Maurice Leblanc. Promenades littéraires avec Arsène Lupin, OREP, 2010, 111 p.